# Esra Balıkçı
Esra Balıkçı (* 3. Dezember 1992 oder 1994 in Istanbul) ist eine türkische Schauspielerin.

## Leben und Karriere
Balıkçı wurde a. 3. Dezember 1994 in 
Istanbul geboren. Sie studierte an der Beykent Üniversitesi. Anschließend setzte sie ihr Studium an der Müjdat Gezen Kunstzentrum und am Yunus Emre Kulturzentrum fort.
Ihr Debüt gab sie in dem Film Bir Aşk Hikayesi. Außerdem war sie in den Serien Zengin Kız Fakir Boy, Ankara'nın Dikmeni, Benim Adım Gültepe zu sehen. 2016 bekam sie in dem Film Osman Pazarlama
eine Hauptrolle. Ihren letzten Auftritt hatte sie zwischen 2018 und 2019 in Diriliş Ertuğrul.

## Filmografie
- 2011: Komik Bir Aşk Hikayesi
- 2013: Zengin Kız Fakir Oğlan (Fernsehserie)
- 2014: Benim Adım Gültepe (Fernsehserie)
- 2014: Ankara'nın Dikmeni (Fernsehserie)
- 2016: Osman Pazarlama
- 2018–2019: Diriliş Ertuğrul (Fernsehserie)